# Leslie Grossman

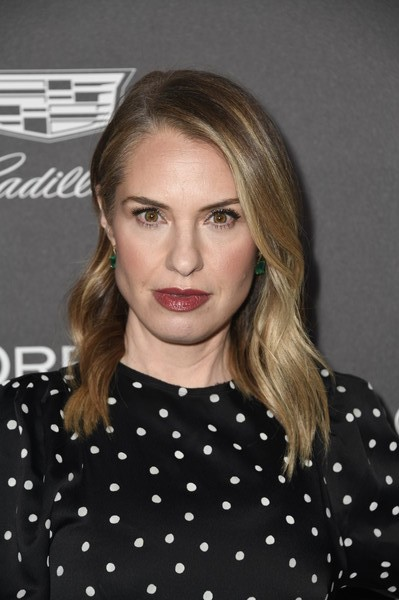
Leslie Grossman, 2019

Leslie Erin Grossman (* 25. Oktober 1971 in Los Angeles, Kalifornien) ist eine US-amerikanische Schauspielerin.

## Leben
Leslie Grossman wuchs in Los Angeles auf und besuchte die Kunstschule Crossroads School. Später studierte sie am Sarah Lawrence College in New York City, wo sie mit der Schauspielerei anfing. Sie debütierte an der Seite von Christina Ricci, Martin Donovan und Lisa Kudrow in der Komödie The Opposite of Sex – Das Gegenteil von Sex aus dem Jahr 1998. In den Jahren 1999 bis 2001 trat sie in einer größeren Rolle in der Fernsehserie Popular auf. Im Fernsehfilm Girl Band (2000) spielte sie eine der größeren Rollen. Nach einigen Gastauftritten in diversen Fernsehserien folgte in den Jahren 2003 bis 2006 eine größere Rolle in drei Staffeln der Fernsehserie Hallo Holly.
In der Komödie Miss Undercover 2 – Fabelhaft und bewaffnet (2005) spielte Grossman an der Seite von Sandra Bullock. In der Komödie Itty Bitty Titty Committee (2007) spielte sie die Rolle einer Arbeitskollegin der Protagonistin Anna (Melonie Diaz).
Grossman ist seit dem Jahr 2000 mit John Bronson verheiratet.

## Filmografie (Auswahl)
- 1998: The Opposite of Sex – Das Gegenteil von Sex (The Opposite of Sex)
- 1998: Ich kann’s kaum erwarten! (Can’t Hardly Wait)
- 1999–2001: Popular (Fernsehserie, 38 Folgen)
- 2000: Girl Band
- 2002: Charmed – Zauberhafte Hexen (Charmed, Fernsehserie, Folge 4x22)
- 2002–2006: Hallo Holly (What I Like About You, Fernsehserie, 66 Folgen)
- 2005: Miss Undercover 2 – Fabelhaft und bewaffnet (Miss Congeniality 2: Armed and Fabulous)
- 2006: The Jake Effect (Fernsehserie, 7 Folgen)
- 2007: Itty Bitty Titty Committee
- 2007: Ganz schön schwanger! (Notes from the Underbelly, Fernsehserie, Folge 2x04)
- 2008: Charlie Girls
- 2008: Grey’s Anatomy (Fernsehserie, Folge 5x09)
- 2009: Spring Breakdown
- 2009: In the Motherhood (Fernsehserie, 2 Folgen)
- 2009–2010: 10 Dinge, die ich an dir hasse (10 Things I Hate About You, Fernsehserie, 6 Folgen)
- 2011: Dexter (Fernsehserie, Folge 5x11)
- 2011: Melissa & Joey (Fernsehserie, Folge 1x18)
- 2011: Drop Dead Diva (Fernsehserie, Folge 3x09)
- 2012: The New Normal (Fernsehserie, Folge 1x01)
- 2012: Scandal (Fernsehserie, 2 Folge)
- 2012: Ben and Kate (Fernsehserie, Folge 1x09)
- 2013: Major Crimes (Fernsehserie, Folge 2x11)
- 2014: Sean Saves the World (Fernsehprogramm, Folge 1x10)
- 2014: Modern Family (Fernsehserie, Folge 5x13)
- 2015: Barely Famous (Fernsehserie, Folge 1x02)
- 2015: 2 Broke Girls (Fernsehserie, Folge 5x02)
- 2015: Nicky, Ricky, Dicky & Dawn (Fernsehserie, 2 Folgen)
- 2016: The Soul Man (Fernsehserie, Folge 5x03)
- 2017: Speechless (Fernsehserie, Folge 1x18)
- 2017: Girlfriends’ Guide to Divorce (Fernsehserie, Folge 4x04)
- 2017: Love (Fernsehserie, Folge 2x02)
- 2017–2018: The Good Place (Fernsehserie, 3 Folgen)
- seit 2017: American Horror Story (Fernsehserie)
- 2018: Fuller House (Fernsehserie, Folge 4x13)
- 2019: Goliath (Fernsehserie, 4 Folgen)
- 2019–2020: Die Goldbergs (The Goldbergs, Fernsehserie, 2 Folgen)
- 2019–2020: Shrill (Fernsehserie, 2 Folgen)
- 2020–2022: Love, Victor (Fernsehserie, 6 Folgen)
- 2022: Studio 666
- 2024: Monster: Die Geschichte von Lyle und Erik Menendez (Monster: The Lyle and Erik Menendez Story, Miniserie)
- 2024: Nobody Wants This (Fernsehserie, 1 Folge)